# Phascolosoma glabrum
Phascolosoma glabrum är en stjärnmaskart som först beskrevs av Sluiter 1902.  Phascolosoma glabrum ingår i släktet Phascolosoma och familjen Phascolosomatidae.

## Underarter
Arten delas in i följande underarter:
- P. g. multiannulatum
- P. g. glabrum